# 스페인의 섬 목록

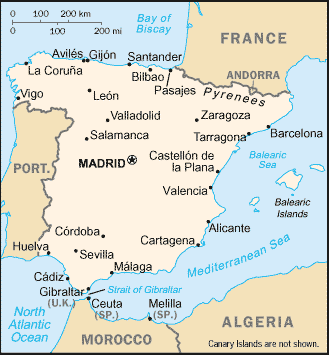
스페인 지도

이 문서는 스페인의 섬 목록을 다룬다. 스페인의 섬은 크게 지중해에 있는 발레아레스 제도와 대서양에 있는 카나리아 제도로 나뉜다. 그리고 지브롤터 해협에 있는 플라사스 데 소베라니아의 일부 섬들이 스페인의 영토로 남아있다.

## 목록
- 발레아레스 제도
  - 마요르카섬
  - 메노르카섬
  - 이비사섬
  - 포르멘테라섬
  - 카브레라섬

- 카나리아 제도
  - 그란카나리아섬
  - 테네리페섬
  - 라팔마섬
  - 란사로테섬
  - 푸에르테벤투라섬
  - 라고메라섬
  - 엘이에로섬
  - 알레그란사섬과 그라시오사섬, 로보스섬을 포함한다.

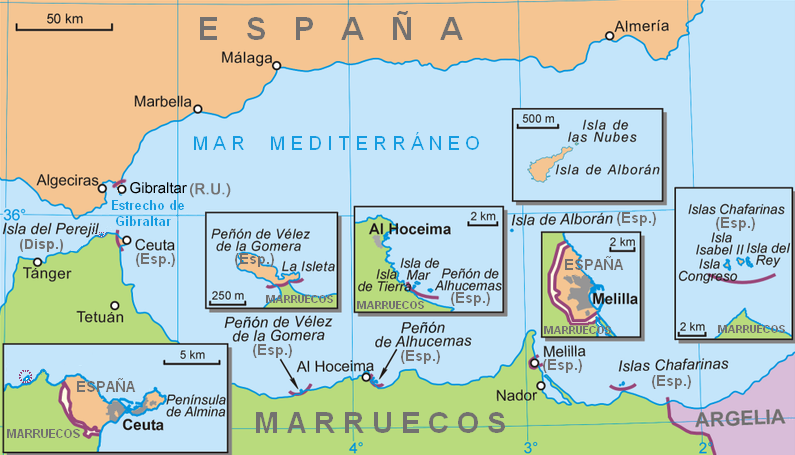
플라사스 데 소베라니아 지도

- 플라사스 데 소베라니아 지도플라사스 데 소베라니아
  - 차파리나스섬
  - 페뇽데벨레스데라고메라
  - 페레힐섬
- 알우세마스 제도
  - 페뇬데알우세마스섬
  - 티에라섬
  - 마르섬

## 갤러리

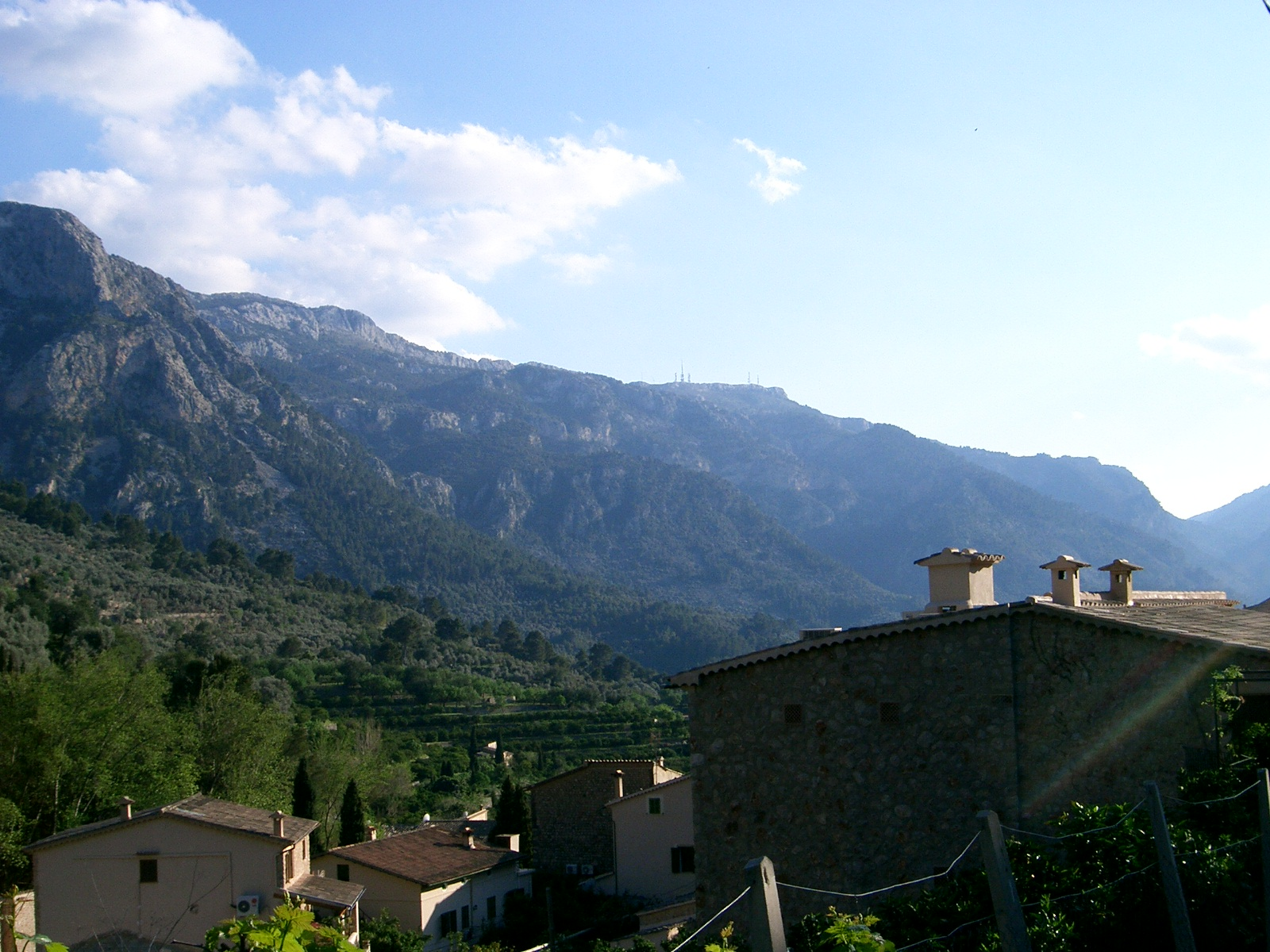
마요르카섬
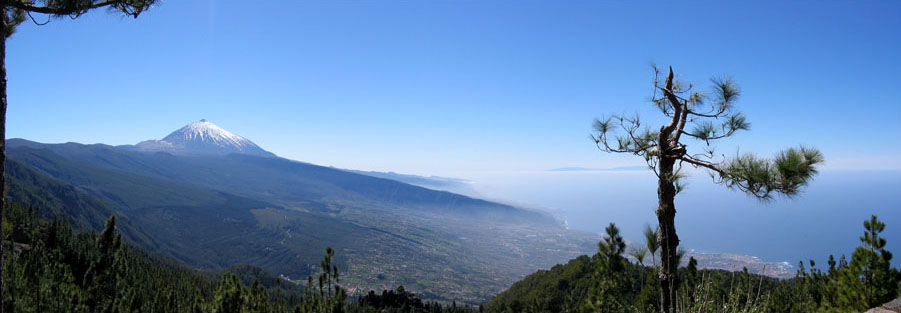
테네리페섬
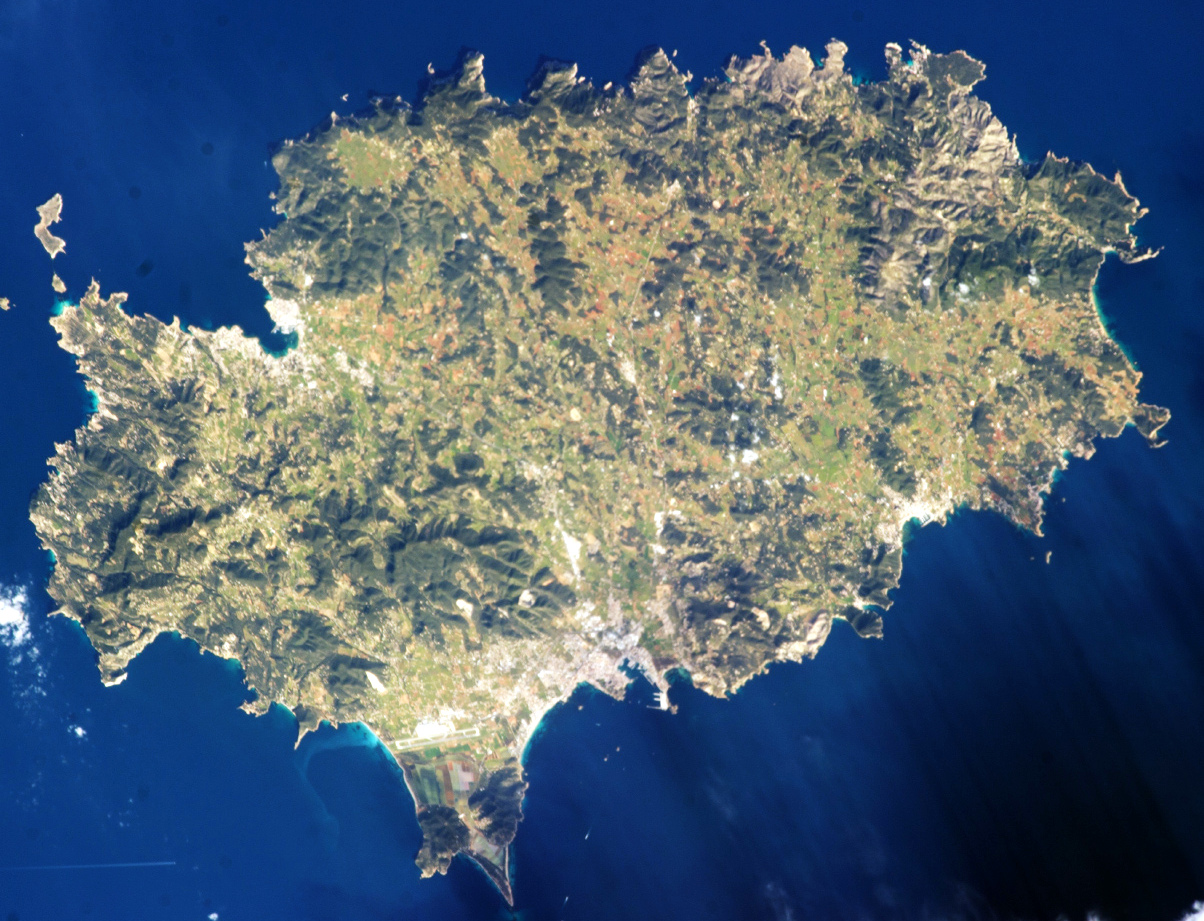
이비사섬
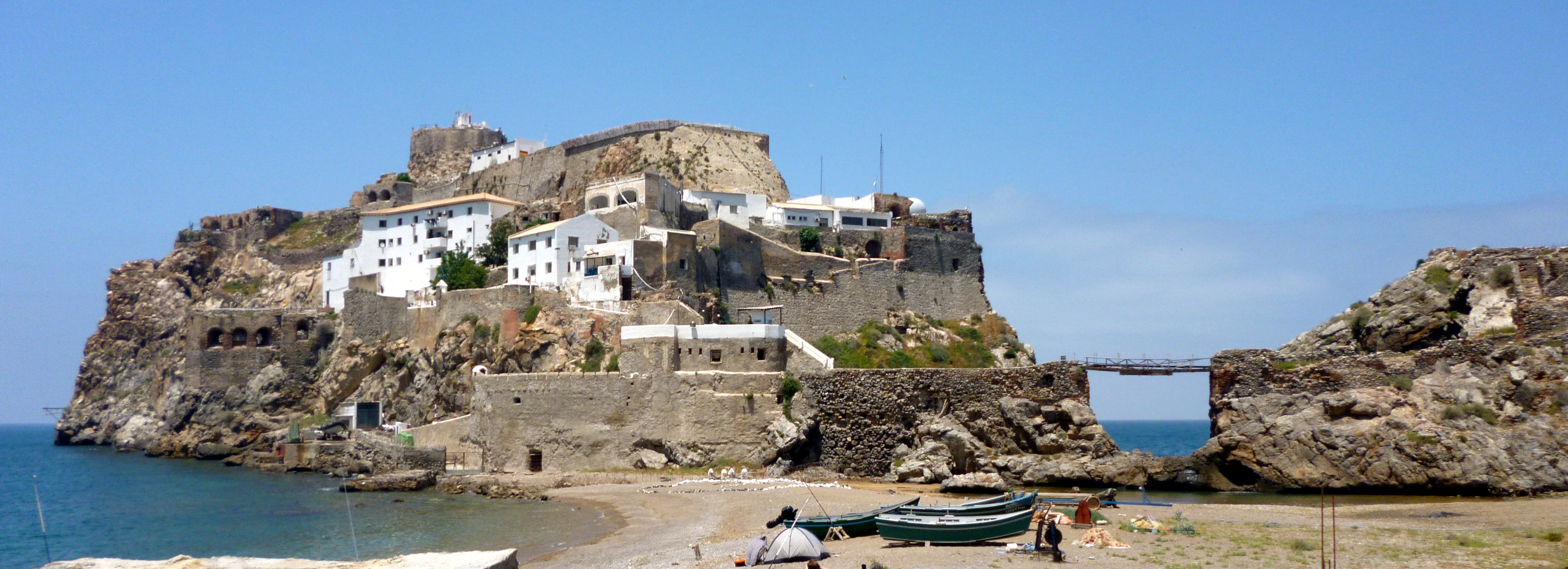
페뇽데벨레스데라고메라
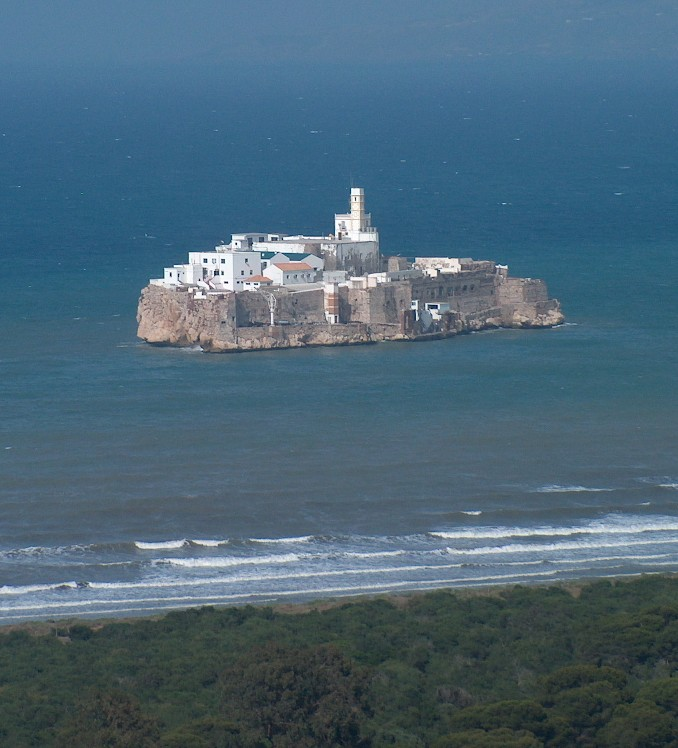
알우세마스섬